# Dragoneutes
Dragoneutes is een kevergeslacht uit de familie van de boktorren (Cerambycidae). De wetenschappelijke naam van het geslacht werd voor het eerst geldig gepubliceerd in 1980 door Martins & Monné.

## Soorten
Dragoneutes omvat de volgende soorten:
- Dragoneutes baculus (Gounelle, 1913)
- Dragoneutes obscurus (Guérin-Méneville, 1843)
- Dragoneutes pilosus Monné M. L., 2004